# Ibn Hud
Abu Abdalah Muhámmad ibn Yúsuf ibn Hud al-Yudhami (Zaragoza, fines del siglo XII-Almería, 1238), más conocido como Ibn Hud, fue un rey andalusí que conquistó casi la totalidad de los territorios de Al-Ándalus de 1228 a 1238.
Ibn Hud era descendiente de una importante familia de abolengo, los hudíes de Zaragoza.

## Política
En la Batalla de Las Navas de Tolosa en 1212, las tropas almohades fueron derrotadas por los cristianos, el poder musulmán en la península ibérica comenzó así su declive definitivo y la Reconquista tomó un nuevo impulso que produjo en los siguientes cuarenta años un importante avance de los reinos cristianos, que tomaron casi todos los territorios del sur bajo poder musulmán.
Sin embargo, en aquellos difíciles años, un líder perteneciente a la dinastía hudita llamado Ibn Hud logró apoderarse de la mayor parte de Al-Ándalus, con excepción de Valencia, que permaneció en manos de Zayyan ibn Mardanish; mientras Alhamar consiguió ser reconocido sultán de la provincia de Arjona y más tarde de las de Guadix y Baza.
La sublevación anti-almohades de Ibn Hud comenzó en Murcia en el año 1228; concretamente en el valle de Ricote, sometiendo a su mandato las ciudades de Murcia, Córdoba, Sevilla, Málaga y Almería, entre otras. A pesar de su éxito inicial, Ibn Hud también tuvo que hacer frente a la presión conquistadora de los cristianos, así Fernando III de Castilla desde Toledo se dirigió con su ejército hacia Úbeda, ciudad que, por la mala relación entre Ibn Hud y Alhamar, no recibió socorro. Los cristianos pusieron sitio a la misma el 6 de enero de 1233 y, cuando sus defensores se convencieron de que no tenían posibilidad de abastecimiento ni ayuda, capitularon en el verano de ese año.
Este fracaso evidenció la impotencia de Ibn Hud para contener el avance cristiano por lo que a fin de poder enfrentarse a sus rivales de Sevilla y Arjona acuerda treguas con el rey castellano, pagándole parias de mil dinares diarios. Con este respaldo Ibn Hud puso sitio a Sevilla pero debió retirarse acosado por Alhamar, quien en abril de 1234 y ayudado por sus combatientes cristianos elimina a Al-Baggi. Este éxito no impide que los sevillanos rechazaran a Alhamar llamando de nuevo a Ibn Hud, que ocupó Carmona y Córdoba, forzando una tregua entre ambos rivales.
En 1235 marchó sobre Niebla y puso sitio a esta ciudad, donde un año antes Ibn Mahfúz se había sublevado y establecido un reino independiente. Sin embargo, el asedio resultó infructuoso y sus huestes hubieron de retirarse para atender amenazas en otros puntos de la geografía. Ibn Hud tampoco pudo salvar Córdoba, la capital del antiguo Califato, que cayó en manos de los cristianos el 29 de junio de 1236, conmocionando al mundo musulmán. Ibn Hud acabaría convirtiéndose en vasallo de los castellanos, se vería obligado a pagar los correspondientes tributos, lo que haría que su reinado fuese empobreciéndose cada vez más y aumentase el descontento de la población.
El monarca no vivió mucho más tiempo, fue asesinado en el puerto de Almería en 1238 a manos de uno de sus gobernadores poco después de que la Corona de Aragón conquistara las islas Baleares a los musulmanes.
Después de su muerte fue Alhamar el que restableció en solitario la unidad de Al-Ándalus anexionándose Granada en el Ramadán (abril) del 1238, y eligiéndola como su capital y el centro de su gobierno. A continuación conquistó la ciudad de Almería y expulsó de ella a su gobernador Ibn Ramimi, surgiendo de esta forma el Reino nazarí de Granada.
Durante su reinado, Ibn Hud estableció su capital en Murcia, la ciudad vivió por ello un nuevo momento de auge, reflejado en el Alcázar Menor.
Miembros de la familia hudí continuaron ostentando el título de reyes de Murcia, cuya taifa quedó reducida al sureste ibérico, entre ellos su heredero Abu Bakr al-Watiq, hasta que en el 1243, el rey taifa de Murcia Ibn Hud al-Dawla (tío de Ibn Hud), firmó el Tratado de Alcaraz, pacto de vasallaje con la Corona de Castilla.